# ヒドロキシリシンキナーゼ
ヒドロキシリシンキナーゼ(Hydroxylysine kinase、EC 2.7.1.81)は、以下の化学反応を触媒する酵素である。
GTP + 5-ヒドロキシ-L-リシン {\displaystyle \rightleftharpoons } GDP + 5-ホスホノオキシ-L-リシン
従って、この酵素の基質はATPと5-ヒドロキシリシンの2つ、生成物はADPと5-ホスホノオキシリシンの2つである。
この酵素は転移酵素、特にアルコールを受容体とするホスホトランスフェラーゼに分類される。この酵素の系統名は、GTP:5-ヒドロキシ-L-リシン O-ホスホトランスフェラーゼ(GTP:5-hydroxy-L-lysine O-phosphotransferase)である。この酵素は、リシンの分解に関与している。